# 非常律師禹英禑的製作

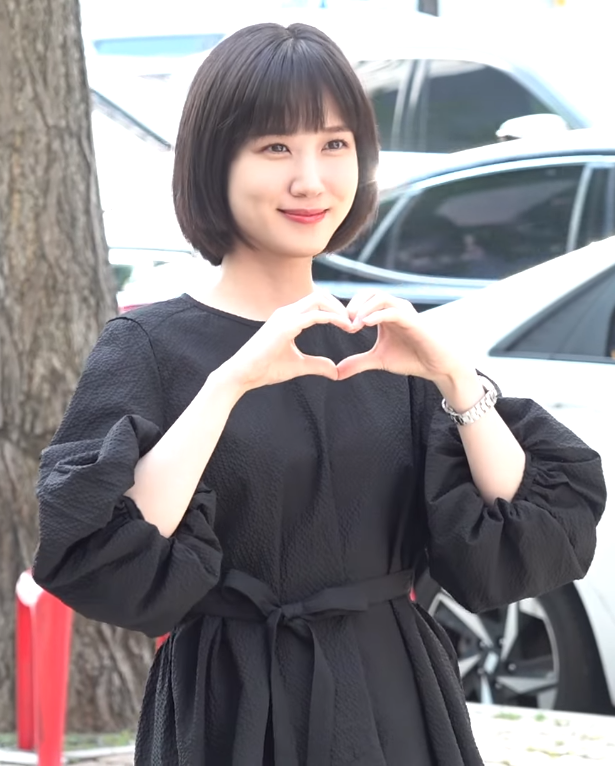
女主角朴恩斌出席殺青宴

《非常律師禹英禑》是一部描繪自閉症女律師的韓國電視劇，由文智媛編劇、劉仁植執導。該劇的靈感發想，來自文智媛創作的電影《證人》中的一段台詞，製作公司A Story認為題材具有可塑性，因此與文智媛接洽，合作開發劇本。Netflix與KT分別投入資金，由KT旗下的Studio Genie協同製作，並由ENA排定在2022年6月29日首播，Netflix則在全球服務地區同日跟播。
選角資訊於2021年7月開始釋出，直到2022年4月才正式發布完整的演員名單。該劇集由朴恩斌、姜泰伍與姜基榮主演，其他常規演員包括全裴修、白智媛、陳慶、河潤景、朱鐘赫、朱玄英與林成宰等。劇集的原聲帶與配樂由盧英心負責監製與創作，並邀請金鐘萬、鮮于貞娥、Wonstein、秀智、O3ohn以及MayTree等藝術家演唱單曲。
由於人物設定涉及自閉症類群，因此劇組邀請專家擔任顧問，為劇本的塑造與演員的詮釋提供意見。該劇雖為原創，但案件參考了多名律師的著作，將真實案件加以改編。

## 企劃與拍攝
2021年7月9日，宣布《非常律師禹英禑》由電影《證人》的文智媛作家執筆，與《浪漫醫生金師傅》系列導演劉仁植攜手合作，講述患有自閉症譜系的27歲女性禹英禑，成為大型律師事務所的律師的故事。劇集由A Story製作，共計16集。該劇約略於2021年11月至12月間開拍，歷經8個月的拍攝，於2022年7月14日正式殺青。
2021年12月30日，KT Studio Genie和A Story簽署共同製作暨國內事業權合約。該劇是繼《犯罪拼圖》與《具必秀不在》之後，KT Studio Genie投資製作的第三部作品。劇集的製作費初期由A Story獨自負擔，和KT及Netflix簽約後才獲得額外的資金，總製作費僅有外傳之200億韓圓的四分之三，約150億韓圓，單集製作費不及10億韓圓。經費大部分用於鯨豚的CG特效製作和搭建律師事務所場景等。2022年6月14日，揭示參與製作的公司還包括浪漫團隊。
2022年8月17日，李相伯宣布將製作第2季，雖然協調製作團隊與演員的行程不易，但仍以90%原班人馬、2024年上檔為目標。2023年6月9日，A Story正式和文智媛簽署第2季執筆合約，待文智媛結束由巴倫聖工作室製作的長篇電影《Deaf Voice》的編導工作後，才會開始進行第2季的創作。

### 發想與劇本風格
|                                                      | 我當不了律師，因為我有自閉症，但我能當證人，對吧？ |
| ——文智媛，電影《證人》女主角智友（金香起飾演）的台詞 |                                                    |

A Story的代表李相伯被電影感動，就上述台詞認為描述患有自閉症譜系的律師，不僅前所未見，還能改變看待自閉症的視角，於是聯繫文智媛作家，試問智友成年後成為律師的可能性，以及是否有意創作成16集的電視劇。原先在為執導電影作準備的文智媛，認為該構想具有可行性，於是趁著空檔接下劇本工作。比起智友長大成人，文智媛傾向智友和英禑活在平行宇宙，過著各自的生活；李相伯不是非要將《證人》電視劇化不可，而是想藉由該台詞作為聯動電影和電視劇的鈕扣；劉仁植導演則認為該劇給予了那段台詞一個有價值的答案。
劇本由文智媛主導執筆，A Story的製作人則協助引導成16集電視劇的節奏。由於文智媛習慣撰寫電影劇本，因此每一集都會作結，不會在片尾埋下吸引觀眾看下一集的鉤子，與一般的連續劇有所不同。

### 題材與塑造
文智媛最初是為了創作懸疑電影才開始研究自閉症，並受病症的諸多特徵所吸引，包括獨特的思考方式、出其不意、道德感、正義感、有限的興趣以及大量的記憶力等。該劇的題材具有挑戰性，劉仁植認為文智媛是個底蘊扎實的編劇，有幽默感、對角色也懷有熱忱，且劇本沒有過度誇飾或穿鑿附會，加上淡白、仔細又誠實的取材，在大眾藝術中取得平衡。劉仁植隨著劇情的堆疊而被吸引與感動，認為描述自閉症律師的故事富有價值，於是接下執導工作。
要塑造一個「奇怪但能有所共鳴」的主角是個難題，因此劉仁植反覆和文智媛及女主角朴恩斌討論如何將主角具體化。除了題材易受關注，劇集所傳達的訊息也相當重要且不得有誤。為了正確理解及表現自閉症譜系，製作團隊除了花費時間進行資料調查，從初期製作的2021年夏天開始，也透過拿撒勒大學幼兒特殊教育系的金炳建（김병건）教授的協助，來建構角色。
金炳建教授起初不太願意擔任「自閉相關諮詢顧問」，除了主題敏感外，也擔心劇集錯誤的描寫可能引發社會的反彈，還得顧慮患者家屬的心情，且禹英禑也無法代表所有自閉症人士。但在看過劇本後，金教授認為該劇沒有將自閉症當作工具般消費，且編劇在初次會議上，形容英禑是個可愛的角色，這在既有影視作品中是少見的形象，有助於強化社會對自閉症的認識並打破偏見。金教授寄望禹英禑作為開創先例的墊腳石，能夠透過導演與編劇的描繪，使角色不被看作自閉病人士，而是得以共存在理想世界的人類，藉此擺脫媒體較常刻畫的刻板印象、傳遞自閉症並非「缺陷」的訊息。金教授答應參與的另一個要因，是該劇有別於過往多以男性自閉症人士為主的影視作品，選擇聚焦女性自閉症人士，他認為這另具社會意義。
導演提議以物件反映英禑的內心世界，候選名單中包含恐龍與汽車等；文智媛覺得鯨豚的模樣很適合電視劇的場景，因此選擇鯨豚作為代表英禑的標誌。鯨豚的CG特效由50餘名人員參與製作，從概念發想到建模，總共花費了四個月的時間。由於英禑不善表達情感，特效總監黃珍慧（황진혜）認為鯨豚可以代為發聲，但得在不打斷情緒的情況下適度呈現。

### 挑戰
文智媛形容該劇就像「嫩豆腐蛋花湯」般清澈明亮，雖然旨在描繪溫暖、愉快又具人性的法庭故事，但仍果敢地拋出爭論性的主題，暗藏著她的挑戰與野心。文智媛作為新人，受到劉仁植導演的支持，製作公司也認同劇情多樣性的必要，使她得以描繪同性情侶、脫北者等故事。關於安排主角懷有身世之謎的情節，製作人一開始有所顧慮，但這對於只撰寫過電影劇本的文智媛來說，是一種新的嘗試，而她也只著重描繪雙方的關係。
自閉症顧名思義比較側重於自身，文智媛認為在英禑成長的過程中，因相愛而邀請他人來到自己的世界，是不可或缺的部分。故事前半部，集中刻畫英禑和男主角濬浩產生好感並被對方吸引；後半部則描繪這段戀情的辛酸：英禑思考一般人和自閉症人士在一起是什麼意義，濬浩則思考和身心障礙女性相愛又是什麼意義。自閉症人士的愛情非金教授能力所及，因此提供諮詢的過程最為艱鉅，但他認為身心障礙人士就如同一般人，因此戀愛並非不切實際。他建議吻戲應聚焦在「禹英禑的人生初吻」而非「與李濬浩的初吻」，並建議劇本應描繪「崩潰」的情緒。
文智媛理解部分自閉症患者與家屬的不適和反彈，但她不後悔推出該劇，且想透過作品傳達複雜的心境。禹英禑是個擁有極端優點與極端缺點的角色，疾病本身和偏見，即是她的律師生活所面臨的最大困境，所以劇中並未設定突出的反派；但文智媛沒有無視疾病的黑暗面，而是用有限的篇幅來描述，以免造成二度傷害。文智媛希望人們支持英禑不是因為憐憫，而是英禑可愛又堅強的一面。

### 願景
文智媛說明劇名的含義在於「認識乍看之下很奇怪的禹英禑這個人的過程」，她認為不一般、陌生、獨特、非凡、出格、古怪，或超出常識範圍而特別的人，經常被歸類為奇怪的人。即便這樣的人很突兀，也會引發爭議或使他人感到緊張，但卻讓世界充滿變化而豐富，且每個人都有奇怪之處，才顯得特別而具有價值與美麗。編導想藉由這部作品，讓觀眾感受奇怪的人所富含的奇異力量，並看見他人的特質，進而敞開心胸。
該劇以禹英禑作為唯一的主角，目的是讓觀眾能毫無隔閡或媒介，直接和英禑交流並產生共感。製作團隊期望透過禹英禑的成長和思考模式，讓觀眾跳脫框架並重新審視固有規則，以見識世上的偏見與不合理，再藉由充滿愉快、歡笑又引人共鳴的故事，溫暖地化解主角所面臨的挑戰。

### 案件
導演認為經由禹英禑「奇怪」的視角，常見的案件也能變成全新的故事。該劇雖然為原創，但劇中的案件部份取材自真實案例。劇組在2020年購買申敏永律師所著之《我為何為他們辯護》（왜 나는 그들을 변호하는가）的版權，改編成第1、3、6、10集的案件；第4集與第11集的案件改編自曹祐誠律師之著作《一喜勝千憂》（한 개의 기쁨이 천 개의 슬픔을 이긴다）；第7至8集的案件取材自申珠映（신주영）律師所著之《法庭的高手》（법정의 고수）；第13集與第14集則改編位在智異山的泉隱寺案件。申敏永也受劇組邀請擔任顧問律師，至法庭戲的拍攝現場參觀，適時糾正錯誤並給予意見，其他法律顧問還包括和文智媛結識20年的太平洋法律事務所合夥人律師尹智孝等。

## 演員詮釋與選角

### 主要演員

#### 朴恩斌

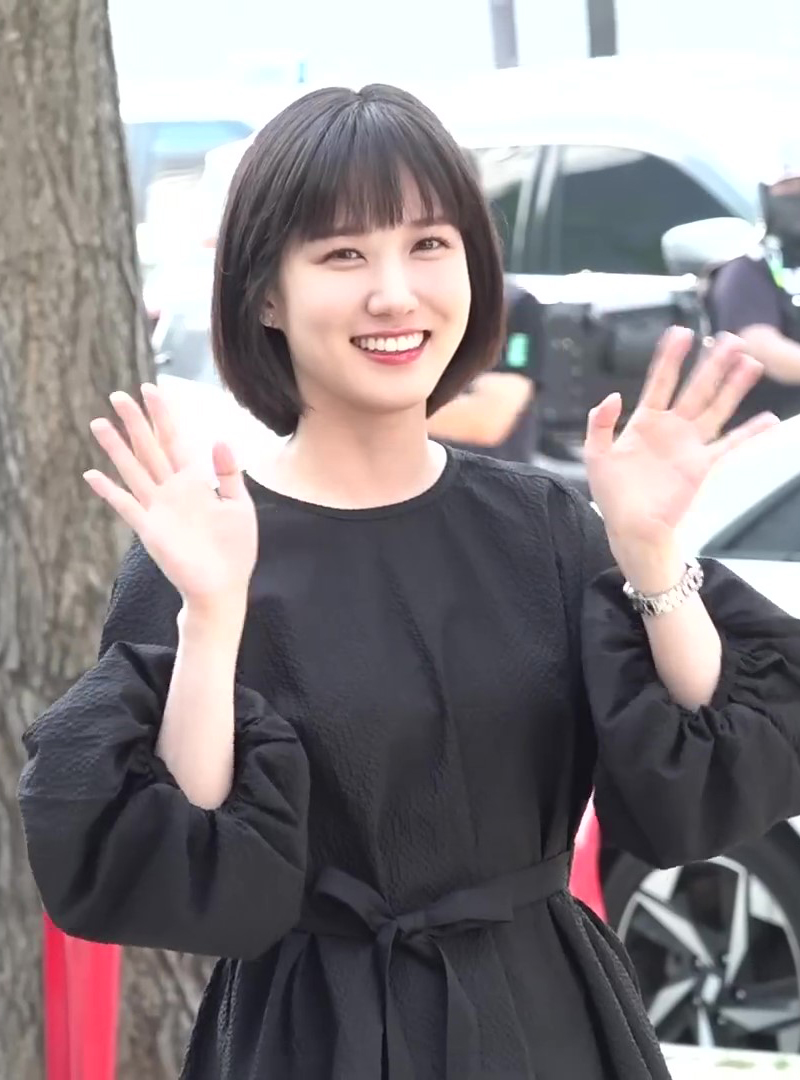
朴恩斌扮演患有自閉症類群的禹英禑，為戲剪短頭髮

2021年7月9日，Namoo Actors證實旗下藝人朴恩斌收到《非常律師禹英禑》的女主角演出提案，直到10月29日才宣布確定接演。禹英禑是患有自閉症，但智商達164的天才律師。李相伯的妻子是編劇出身，因扮演英禑的演員必須具備好口才以及清新、聰明的形象，於是推薦了朴恩斌。李相伯認為曾在《理判事判》中飾演法官的朴恩斌，經驗豐富、演技扎實，確實適合該角色。
朴恩斌在2020年12月收到《戀慕》的演出邀約，在此期間也收到了《非常律師禹英禑》的演出提案。朴恩斌覺得該劇有趣、具挑戰性，但對於如何詮釋角色的聲音、舉止均毫無頭緒，既沒有信心，也不想偽善地面對角色，且擔心傷害或冒犯到他人，故推辭了《非常律師禹英禑》，選擇出演少數由女演員扮演國王的古裝劇《戀慕》。演員除了本身的魅力外，還得兼具分析能力、真誠之心，加上朴恩斌慎重的態度，令導演與編劇認定禹英禑非朴恩斌莫屬。文智媛認為禹英禑並不可憐，反而很可愛、聰明又有朝氣，朴恩斌也剛好具備這些優點。在導演、編劇以及製作人近一年的等待下，朴恩斌即便仍感負擔，但為了報答劇組的信任而轉念，在完成《戀慕》的拍攝後，旋即投入《非常律師禹英禑》的作業，對角色進行研究與分析。
朴恩斌僅有兩週準備角色的時間。她經常思考「奇怪」、「不正常」與「正常人」的定義，但拋開框架後，她將奇怪之處視為個人特色，即看見多樣的人類群像。正因為每個人的性格不同，朴恩斌不認為英禑能夠代表自閉症群體，因此專注揣摩禹英禑的個人特質。她了解禹英禑的方式，不是秉持旁觀者的觀察角度或角色扮演的心態，而是先理解禹英禑的真心、與角色對話，再透過表演傳達給觀眾。朴恩斌喜歡禹英禑的純真，雖然觸動英禑的開關和一般人有異，但不代表英禑毫無同情心或漠不關心，她認為英禑只是獨自活在自己的世界，並擁有獨特的反應機制。
朴恩斌自認負有道德責任，而不模仿真實的自閉症人士，也為避免先入為主而表達錯誤，而不參考由他人詮釋的自閉症人士形象。透過諮詢顧問教授，她以診斷自閉症的基準作為參考，掌握表演的界線。表現英禑的障礙程度時，若以症狀作為焦點，而採取保守的演技，可能無法完整傳達劇集的寓意。為了避免掩蓋角色的潛在力和可能性，朴恩斌試著展現多樣的症狀、樣貌，融合些許戲劇化的元素，讓角色自由發展。為顧及自閉症的特性，她盡量避免和對手戲演員有眼神接觸，同時兼顧台詞和肢體語言。朴恩斌一方面要表現英禑奇怪的模樣，還要避免律師的形象顯得奇怪，因此她嘗試在奇怪卻又不奇怪之間游移，待觀眾熟悉英禑後，再試著把焦點轉移至不奇怪的面向詮釋。
朴恩斌拍攝過《理判事判》，因此對法庭戲並不陌生，但《非常律師禹英禑》的台詞很多，其中不乏艱澀的法律術語。朴恩斌自認在拍攝期間活像個考生，彷彿在腦中存放一本百科全書般，表演時要平靜、快速又清晰地傳達，還得克服法庭戲裡所有人員的目光。朴恩斌是傾向熟讀文本，從中掌握角色資訊的演員，且會向編劇請教，但她認為文智媛的劇本已經表達地非常細密。直到讀本會議都還留著長髮的朴恩斌，曾在《青春時代》和《Stove League》嘗試過短髮造型，導演希望女主角此次也能以短髮示人，但不與過往作品的形象重疊，且能夠使人聯想起禹英禑。美髮師李相美（이상미）於是選擇了Bebe cut短髮造型，設計為短直髮、齊瀏海，展現簡單卻可愛、清新的風格。

#### 姜泰伍

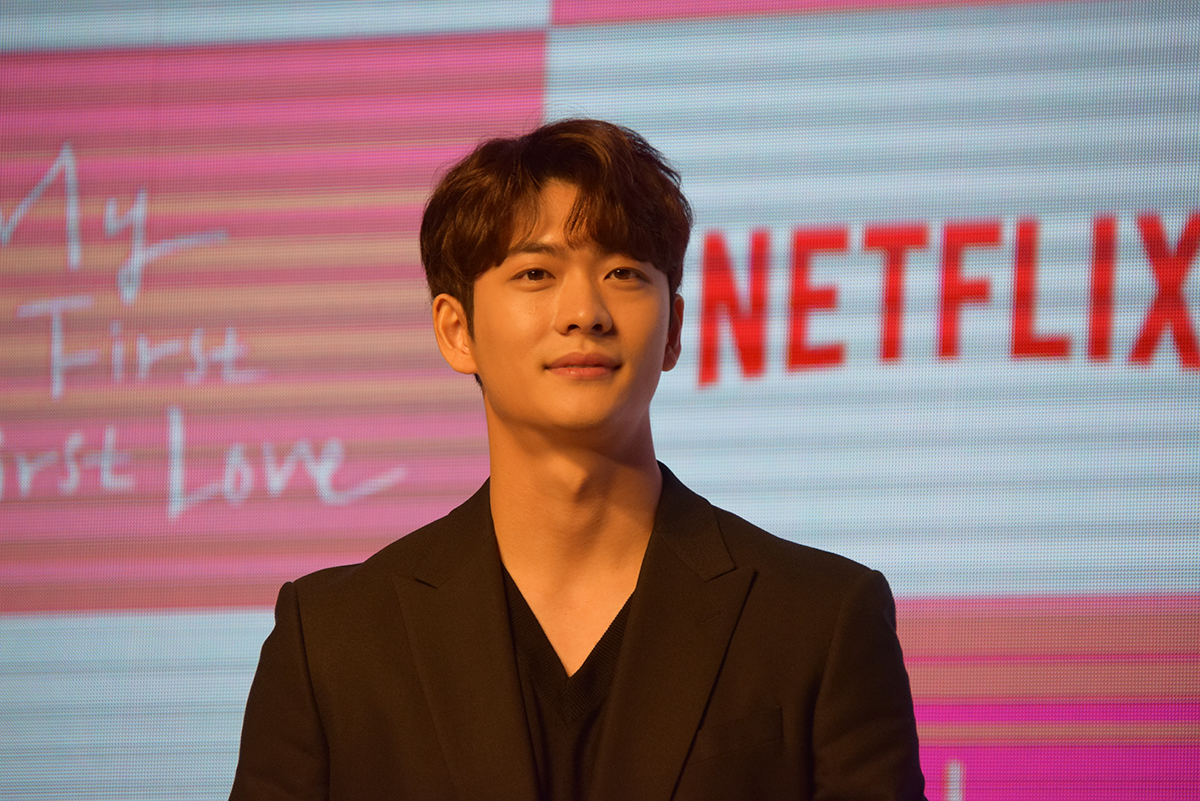
姜泰伍扮演訟務組職員李濬浩

2021年10月6日，姜泰伍收到男主角的演出提案，詮釋富有暖男魅力的律師事務所職員李濬浩。李濬浩是最令編劇和導演苦惱的角色，文智媛形容李濬浩猶如「春川的暖風」，作為英禑身旁的男人，不能令人感到不快或是過於幻想。劉仁植覺得姜泰伍善良又文靜的形象和角色相當吻合；文智媛認為他的男子氣概不會過於強烈，純粹又多情的眼神，能使浪漫的瞬間變得閃耀。首次參演法庭劇的姜泰伍，想嘗試扮演應援或支持他人等富有溫度的角色，且覺得李濬浩的魅力在於「清淨無害」，角色不加掩飾且直率地表達自身情感，既開朗又溫暖。李濬浩是在備受父母呵護的環境下，好好長大成人的角色，雖然未能追隨母親成為律師，但作為訟務組職員的他並不自卑，而是誠實又盡責。姜泰伍認為濬浩能毫無偏見地善待英禑，與家庭環境有關；當濬浩看見英禑以獨特的觀點解決案件的模樣，因本身能力未及，而對英禑產生了好感。
姜泰伍表示，不管英禑是否患有自閉症，濬浩都會尊重並喜歡英禑的魅力，因此詮釋非身心障礙者和身心障礙者的戀愛，對他而言並不困難。在職場上頗有人氣的濬浩，前4集猶如英禑的長腿叔叔，但隨著時間的推移，親切感逐漸轉變為愛慕，在他看見英禑試穿婚紗的那一刻，濬浩墜入了愛河；姜泰伍認為主角們的愛情雖然來得突然，卻很純粹。姜泰伍認為濬浩渴望英禑，是傾向常伴在身旁，一種沒有負擔且不強求的愛，宛如喜歡貓的心境，因此將英禑和濬浩的關係比擬為貓和遛貓者：必須尊重貓的特性，跟著貓走但不能距離太近。姜泰伍的解讀令文智媛拍案叫絕，並成為台詞的靈感來源。姜泰伍自認與李濬浩完美的性格有所差距，台詞雖然不多，但在傳達上具有難度，於法庭戲中也只是作為後援的角色；因此，他必須抑制舉止，透過霎那間細微的眼神或反應，詮釋濬浩在精神上對英禑的支持、擔憂與愛慕，以說服觀眾並產生共鳴。由於無法透過強烈、外放的演技來展現，使姜泰伍感到困難，有時為了調整細微的情感差異，以求正確表達，一個鏡頭可能拍了不下10次；同時，也藉由朴恩斌的幫助與協作，拿捏表演。

#### 姜基榮

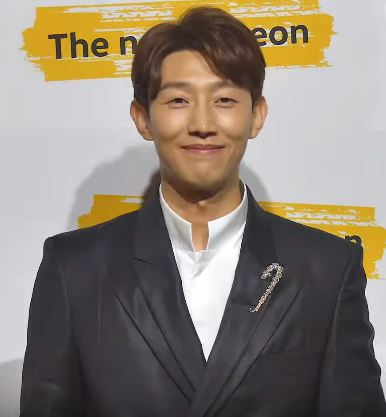
姜基榮扮演禹英禑的職場導師鄭明錫

2021年10月7日，姜基榮收到主演提案；11月3日由經紀公司Namoo Actors證實，他將飾演奮發圖強又嚴苛的資深律師鄭明錫，同時也是女主角禹英禑職場上的導師。姜基榮已長達2年未接演戲劇，參與拍攝的電影也推遲上映，在此空檔接到了《非常律師禹英禑》的演出提案。鄭明錫具備領導力又富有精明的形象，不同於姜基榮過往較常扮演的滑稽角色。姜基榮認為該劇的內容健康且正向，雖然鄭明錫並不親切，卻是會捍衛新進律師權利的資深律師，也是反覆給予機會的酷上司。儘管有點非現實，但明錫和英禑之間產生良好的化學反應，英禑也對這段上下屬關係感到滿足。
文智媛表示，鄭明錫是代表觀眾面對英禑並做出反應的人物，姜基榮用親切又溫暖的眼神完成了角色的詮釋。姜基榮從未扮演過正經、堅定的角色，起初只著墨於外型，努力展現資深律師的形象，尚未顧及角色心理，也認為沒有即興表演的餘裕。姜基榮隨著拍攝的過程逐漸適應，透過演員間的化學反應形塑角色，且經導演建議，才即興融合他本人所擁有的詼諧演技；但他是以角色的口吻與立場作為出發點，而非展現姜基榮本人的性格，或壓過鄭明錫來凸顯演技。使用法律用語和在法庭上做出反應，對姜基榮而言具有難度；法庭戲現場約有30至40人，即便放鬆身體，心理的緊張感仍使他放不開，因此他試著相信自己，表演才能說服他人。

### 配角
2021年10月26日，宣布由出身《SNL Korea》的朱玄英扮演禹英禑的朋友兼社交生活的導師董格拉米。11月29日，媒體報導和劉仁植在《浪漫醫生金師傅》合作過的陳慶加入演出陣容。12月31日，BH娛樂宣布旗下新人演員朱鐘赫也加入演出陣容。
2022年4月8日，正式發布演員陣容，由朴恩斌、姜泰伍與姜基榮主演，配角群除了陳慶、朱玄英與朱鐘赫外，還包括全裴修、白智媛、河潤景與林成宰等。全裴修飾演禹英禑的未婚父親禹光顥；白智媛飾演汪洋律師事務所的代表律師韓宣榮；陳慶飾演泰山律師事務所的合夥人律師太守美；河潤景飾演禹英禑的法學院同窗兼律師事務所同事崔秀妍；朱鐘赫飾演律師事務所的另一名新進律師權敏宇；林成宰飾演董格拉米打工之居酒屋的老闆金敏植。

#### 全裴修
全裴修曾在《今天的偵探》中飾演為難朴恩斌的角色，此次則扮演父女，飾演扶養自閉症孩子的「女兒傻瓜」禹光顥。全裴修和住家附近的一名自閉症人士及其家屬熟識，經他觀察，自閉症孩子的父母都很堅韌，他也詢問過當事人的感受，但天下父母心無異，扶養孩子的心態，無關孩子患病與否。全裴修試著不超譯以現實為基底的劇本，也盡量不做即興表演，以防冒犯他人而使效果減半；但詮釋該角色並不容易，特別是面對女兒禹英禑時，彷彿在和一面牆對話般，必須著墨身為父親的孤獨感。起初，面對朴恩斌的表演，他無法確定演出調性是否正確接收或表達而感到憂慮；但同樣生而為人，全裴修結合自身的孤獨感受，和對手戲演員朴恩斌共同完成這個角色。雖然因疫情緣故而無法進行過多的交流，但朴恩斌是全裴修在拍攝該劇時，最常對戲的演員。童星出身的朴恩斌是片場裡最資深的演員，全裴修認為她聰明又靈敏，使協作產生化學反應，得以傳遞感動和趣味。

#### 河潤景與朱鐘赫

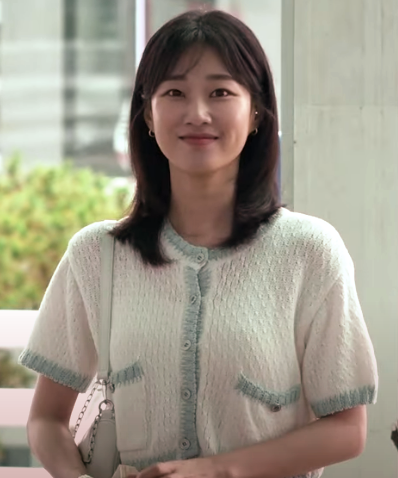
河潤景扮演「春日暖陽」崔秀妍

文智媛表示，崔秀妍和權敏宇代表著英禑進入大型律所可能遇見的兩種人，一個是內心糾結的「春日暖陽」崔秀妍，另一個則是對「權力敏感」的權敏宇。該劇是河潤景出道以來，首部未參與試鏡，直接被選角的作品，對她而言，是在低迷時期遇上的珍貴作品，卻也負有壓力。導演與編劇認為河潤景的樣貌與崔秀妍相當吻合，特別是河潤景自認不如秀妍而感到有負擔，不知如何詮釋春日暖陽般的好人時，就宛如秀妍的心境。
起初，河潤景認為秀妍只不過是主角的朋友，但隨著劇情的推進，才發現秀妍擁有多樣的情感與樣貌，還有身為人類的魅力。由於秀妍在劇集前半段的份量並不多，河潤景難以掌握角色性格，導演與編劇便給予她指引：秀妍是最平凡、最像身邊常見的人物，她不完全是溫暖之人，而是努力成為一個好人。崔秀妍並非如教科書般明確、分明，作為令觀眾反思的角色，秀妍對英禑懷有嫉妒、愛與憎等情緒。為了展現秀妍的立體性和多情的性格，河潤景試著在惡人與聖人之間的表演取得平衡。秀妍的言行雖然抗拒，但河潤景藉由眼神反映角色的真實內在，並著墨語氣和表情的細節，適時調整演出的強弱，避免顯得過於強勢；同時，也注重角色的造型，以增加人物的細膩度。法庭戲的台詞多，河潤景為了精準傳達法律精神，非常注意發音的清晰。
河潤景避免側重表現秀妍容易動情的性格，以防脫離角色本質。雖然秀妍在感情上有所缺乏與失落，但因努力成長而獲得安慰與力量，逐漸成為更好的人；河潤景想著墨此面貌，表達不完美更美麗的意涵，也讓角色更顯人性。儘管早有刻畫，但秀妍和敏宇的感情線，仍看似以非條理的方式建構而成。為了說服觀眾打破心牆並消減不適應感，河潤景試著以喜劇、有趣又自然的方式詮釋，同時減弱眼神的強度、避免過度渲染愛情的氛圍等；朱鐘赫也嘗試縮短性格兩極的差距，展現出敏宇善良的一面。
朱鐘赫試鏡了單集裡的人物和權敏宇的角色。由於試鏡僅有一場戲，朱鐘赫無法確知權敏宇是什麼樣的人，因此只解讀角色充滿嫉妒。朱鐘赫身著西裝、頭頂中分髮型，參與2對8的試鏡時，導演與編劇認為其形象宛如權敏宇本人，因此獲得演出機會，而他也以該造型展開拍攝，該劇還是他首次擔綱常規角色。比起其他角色既善良又夢幻，朱鐘赫認為權敏宇很現實又人性化，是個有稜有角的角色，因此試著揣摩存在於社會的真實人物——人們身邊的公司同事。同時，也顧及應對人物的差異性，以凸顯人性化的面向：在職場戲時，展現出追逐權力的卑劣；在扮演李濬浩的室友時，則轉換為朋友般親切、熟稔的態度。嫉妒禹英禑的天分的權敏宇，和《阿瑪迪斯》中的萨列里有幾分相似。朱鐘赫原先解析權敏宇為虛偽、做作的人，但導演與編劇希望能展現出角色敏銳的特質，因此朱鐘赫在演出時做了些調整，揣摩了不同版本的敏宇。編劇形容敏宇是個既可恨又可愛的人物；朱鐘赫認同編劇，並慶幸該角色沒有成為真正的反派。

#### 朱玄英與林成宰

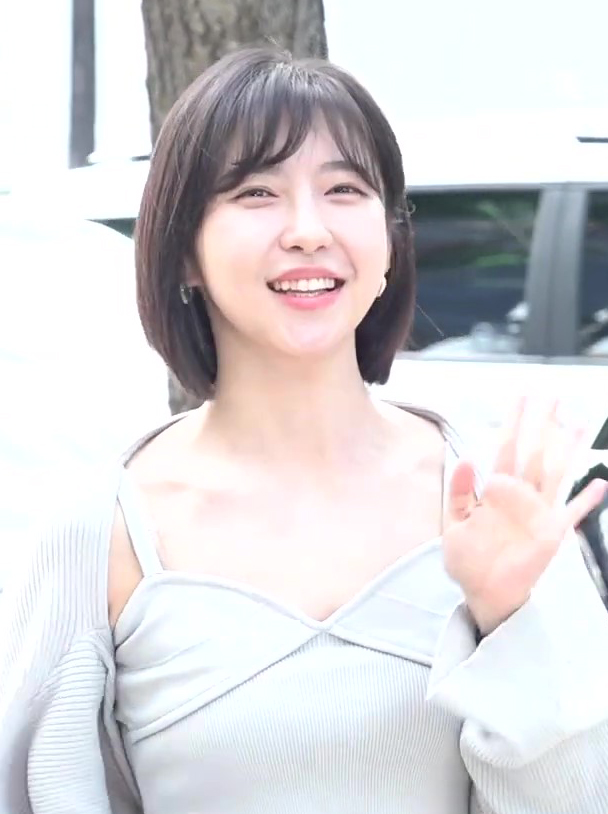
朱玄英飾演禹英禑的摯友董格拉米

董格拉米（格拉米的韓文意指圓形）是英禑最好的朋友，甚至比英禑還奇怪，因此文智媛為角色取了難忘又有個性的名字。劉仁植一開始對董格拉米的選角毫無頭緒，直到看見朱玄英在《SNL Korea》扮演朱記者的影片後，剛好兩部作品都隸屬同一製作公司，便從中牽線。朱玄英受導演之邀參加試鏡時，仍在拍攝《SNL Korea》。她一開始想演崔秀妍的角色而做足準備，後來才得知導演是邀請她扮演格拉米。導演表示，朱記者眼神裡的「瘋狂」正是格拉米所需，朱玄英聽聞後決定挑戰看看，《非常律師禹英禑》也成為她參演的首部電視劇。
朱玄英本人顧慮多又會察言觀色，不像格拉米這般衝動，因此有些難以理解角色、無法產生共鳴。演出時，她秉持著自由奔放的態度，試著不去預測格拉米的行動；雖然起初還未能適時調整演出力道，會擔心詮釋得不夠自然而顯得做作，使觀眾感到尷尬與不適，但和其他人對戲後便逐漸緩和。扮演摯友的朴恩斌以及扮演老闆的林成宰，願意承接她的即興演出；導演與編劇也不強求她全盤接收，讓她得以在較為平淡的橋段中，適時注入活力。由於朱記者的形象深植人心，朱玄英深怕每次表演都會有朱記者的影子，導演和編劇也不希望格拉米和其他角色有所重疊；為了防止定型，她盡力以不同的姿態和語氣扮演格拉米。
關於英禑和格拉米的打招呼方式，劇本原先是寫作「禹英禑英禑，董董格拉米」，但朱玄英想起BIGBANG的歌曲《最後的問候》的歌詞，於是改編成「禹 to the 英 to the 禑，董 to the 格 to the 拉米」，導演與編劇聽聞後覺得很可愛，加上朴恩斌當時仍在拍攝其他作品，於是放任朱玄英自由創作。
導演早已看過林成宰的表演，因為喜歡他的演技而通知他參與試鏡。林成宰沒有特別為試鏡做準備，但看過劇本後，認為該劇的題材很有趣，且身為朱玄英的粉絲，沒有理由拒絕接下和朱玄英搭檔的角色。林成宰與朱玄英因互不相識而需要磨合的時間，他們都很慎重地看待演出，並積極呈現光明面，以利於拍攝。林成宰覺得劇本扎實又有趣，予人信賴感，沒有即興表演的必要，因此百分百參照劇本演出，且導演會明確指引演出方向，但也會給予演員100%的自由度，讓演員有充分的排練時間。「毛怪」是劇本的原始設定，因此妝髮組嘗試了數十種設計，最終決議以經過修剪的鬍子作為造型。

### 特別演出與小角色

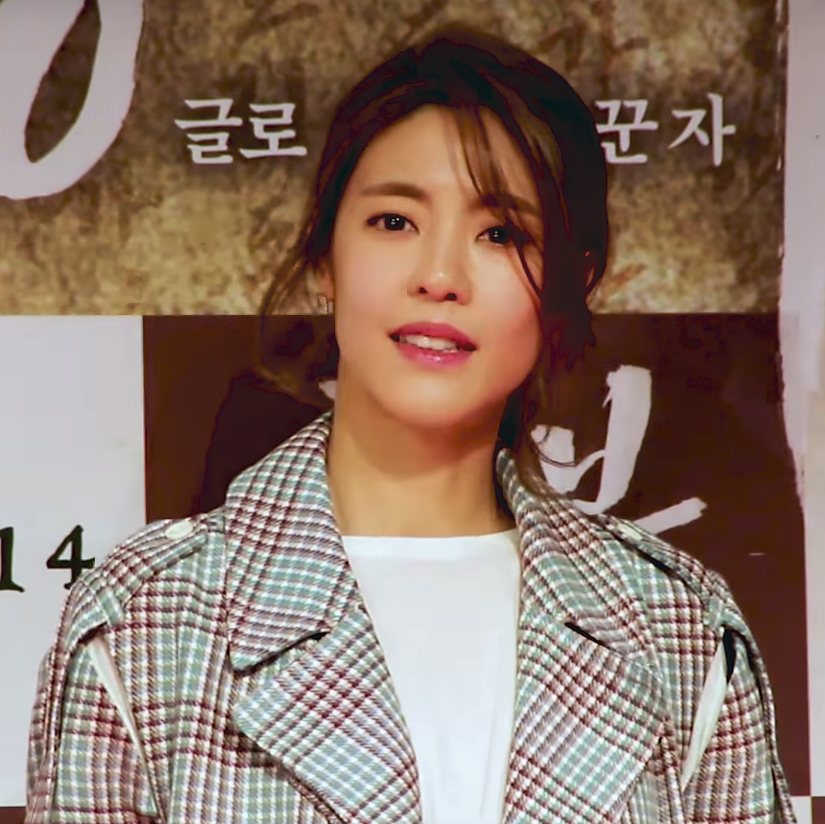
李允智特別演出明錫的前妻知秀

2022年6月30日，宣布百想藝術大獎得主具教煥將特別演出。7月6日，宣布崔代勳將在當晚播出的第3集首次登場，飾演鄭明錫的宿敵張勝准律師。7月14日，紫色娛樂透露旗下藝人金曦歐拉在當晚播出的第6集中，扮演身為脫北者的被告人季向心。7月20日，透露李允智將特別演出。8月4日，AM娛樂宣布旗下藝人李鳳輦特別演出當晚播出的集數，飾演對自身職業觀與使命有明確定位，經常捍衛人權和勞動權的柳齊夙律師，並將與汪洋律所對立。8月10日，宣布和導演在《浪漫醫生金師傅2》合作過的金柱憲，將特別演出最後兩集。
特別演出4集的崔代勳，是繼《你喜歡布拉姆斯嗎？》之後，再次扮演折磨朴恩斌的角色，飾演不善對待禹英禑又凶狠的職場上司。他解讀張勝准是極端現實主義者兼機會主義者，屬於較難被看作善者的惡人。吳惠秀（오혜수）於第10集扮演智能障礙者申彗英，她不認為彗英能代表全體智能障礙者，演出時也不考慮嫌疑人的善或惡，只著重揣摩彗英的特徵與感受。

### 第2季
朴恩斌是透過新聞才得知製作公司有製作第2季的計劃，但她尚未收到正式的提案，且傾向將第1季的結局珍藏起來。她認為觀眾對第2季寄予厚望，如要拍攝續集，就要有超越第1季的決心，但她目前不確定第2季能否達到該目標。姜泰伍於2022年9月20日入伍，也不確定能否參與第2季，但若退伍後時機允許，他願意參演。在挖掘更多故事，並增進自己演技的情況下，河潤景同樣有意願參與第2季，但礙於重聚所有演員具有難度等現實問題，她無法給予肯定的答覆，因此也安於第1季的結局。姜基榮、全裴修與林成宰則紛紛表達有參與第2季的意願。

## 音樂

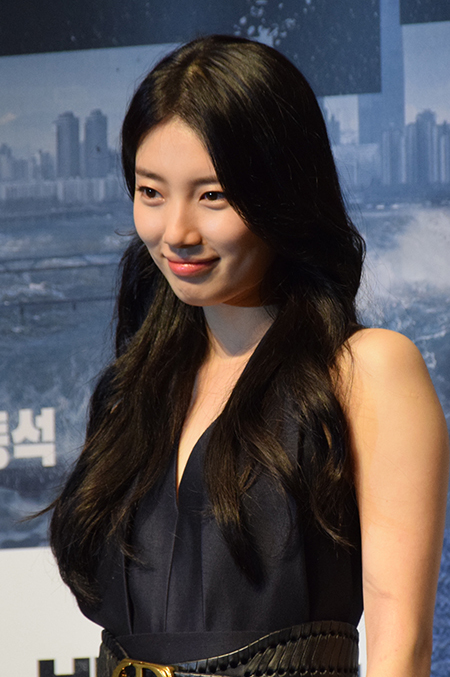
影歌雙棲的秀智為原聲帶獻聲

2022年6月28日，A Story公開該劇的原聲帶陣容，由擅長創作抒情歌的盧英心擔任音樂監製。盧英心近年較常從事非主流的音樂活動，例如為外籍勞工、消防員家屬或監獄舉辦公演等，因此已長達多年未創作歌曲，且鮮少露面。盧英心在為發展障礙者所舉辦的平昌國際特別音樂與藝術節擔任音樂總監多年，活躍於多樣性舞台的形象，受到製作公司與劉仁植的注意，於是劇組透過音樂節和盧英心接洽。除了琴聲的溫暖、音樂的本質外，藝術家的影響力、感受和形象也相當重要，劉仁植認為盧英心特有的感性正是劇集所需。盧英心看過6集劇本後，認為沒有理由拒絕邀約，且在閱讀第1場戲時便已獲得靈感，加上名字剛好跟英禑一樣有玉英之意，使她與角色產生連結。
盧英心想真實傳達發展障礙及自閉症，因此片頭曲原先如的曲調那般沉重，尚未捕捉到英禑出格、有生氣的個性。初次讀本會議時，經朴恩斌的詮釋，英禑彷彿吉卜力動畫裡的主角，加上為配合鯨魚的CG特效，於是片頭曲改以溫暖人心作為首要：曲調增添了明快感，予人聯想夏天、海浪與鯨豚，並使用馬林巴演奏。盧英心從禹英禑的諺文得到靈感，採用了類似組合的旋律，例如「Do Mi Do」、「Mi Sol Mi」以及片頭曲中「Do Do Do Do Sol Do Do Do Do Sol」等，她認為這也有助於發展障礙者學習音樂；而斷奏的靈感則來自英禑輕躍的腳步。「鯨豚」對英禑而言具有代表性，盧英心靈光乍現，決定以無伴奏合唱來表現英禑腦中鯨豚奔放游水的音效，並邀MayTree演唱。
第1首單曲《勇氣》首先於2022年6月29日正午在各大平台發行，由Nell樂團主唱金鐘萬演唱。該歌曲除了表現英禑的特質、描述關於愛情的勇氣，「看著你，想起我自己」這句歌詞也是概括整首歌的主題：看著世上的弱勢族群，自我反思他人是否也能接納自己，自此建立平等關係，並尋得內心的平衡。第2首單曲《想像》是在鯨豚經常出沒的濟州島大靜邑的村莊所完成，歌曲試著展現鯨豚振鰭破浪的聲音，作為英禑感到愉悅時的配樂，同時邀請世人進入英禑的藍色想像之中，期望英禑能夠獲得支持與喜愛。盧英心在歌曲中插入連唱旋律，並認為鮮于貞娥的感性嗓音很適合演唱《想像》，鮮于貞娥也如實呈現盧英心想像中的歌聲與氛圍。
劉仁植導演邀請曾合拍《VAGABOND》的秀智演唱第5首單曲《實在不容易》，為追求穩定感，由秀智合作過的姜勝遠提供錄音工作室並陪同錄音。該歌曲作為英禑和濬浩感情戲的配樂，盧英心認為創作自閉症人士的情歌相當困難，不僅得配合角色的EQ，還得先完全理解角色。其他負責演唱單曲的藝術家，還包括MSG Wannabe團員Wonstein、擁有夢幻音色的O3ohn以及知名翻唱樂團MayTree等。朴恩斌也為原聲帶獻聲，以淡白又適切的歌聲，翻唱崔聖園創作的《濟州島的藍夜》。
原聲帶中的歌詞，除了表現英禑的個性，也經過一番研究，以體現自閉症人士的思路和語言結構，並思索英禑耳機裡播放著的什麼音樂，以及什麼樣的音樂能使她在走向世人時，獲得安定感。盧英心負責了所有曲目中的鋼琴演奏，並想將原聲帶獻給自閉症人士家屬，來慰藉難以和世人溝通與共存的人們。

### 原聲帶
| CD 1 | CD 1                                                                                             | CD 1            | CD 1            | CD 1    | CD 1           | CD 1 |
| 曲序 | 曲目                                                                                             |                 | 作曲            | 编曲    | 演唱／演奏     | 时长 |
| ---- | ------------------------------------------------------------------------------------------------ | --------------- | --------------- | ------- | -------------- | ---- |
| 1.   | 勇氣 용기                                                                                        | 盧英心          | 盧英心          | 金正培  | 金鐘萬（Nell） | 4:22 |
| 2.   | 想像 상상                                                                                        | 盧英心          | 盧英心          | 金正培  | 鮮于貞娥       | 3:05 |
| 3.   | Better Than Birthday                                                                             | 盧英心 O3ohn    | 盧英心 O3ohn    | JNKYRD  | O3ohn          | 3:46 |
| 4.   | 傾心的話 기울이면                                                                                | 盧英心 Wonstein | 盧英心 Wonstein | 金正培  | Wonstein       | 3:01 |
| 5.   | 實在不容易 안하기가 쉽지 않아요                                                                  | 盧英心          | 盧英心          | 羅河恩  | 秀智           | 3:51 |
| 6.   | 濟州島的藍夜                                                                                     | 崔聖園          | 崔聖園          | 安信愛  | 朴恩斌         | 4:10 |
| 7.   | Flash                                                                                            |                 | 盧英心          | MayTree | MayTree        | 1:05 |
| 8.   | Overture                                                                                         |                 | 盧英心          | 金正培  | 盧英心         | 5:18 |
| 9.   | 正著念，倒著唸都是禹英禑 똑바로 해도 거꾸로 해도 우영우                                          |                 | 盧英心          | 金正培  | 盧英心         | 1:55 |
| 10.  | 成長華爾滋 성장왈츠                                                                              |                 | 盧英心          | 金正培  | 盧英心         | 2:53 |
| 11.  | 迴轉華爾滋 회전문왈츠                                                                            |                 | 盧英心          | 金正培  | 盧英心         | 1:44 |
| 12.  | 友情華爾滋 우정왈츠                                                                              |                 | 盧英心          |         | 盧英心         | 2:16 |
| 13.  | 成長的痛楚 성장의 아픔                                                                           |                 | 盧英心          |         | 盧英心         | 3:22 |
| 14.  | 英禑的心（人心很複雜） 영우의 마음(사람의 마음은 참 어렵습니다)                                  |                 | 盧英心          |         | 盧英心         | 2:55 |
| 15.  | 濬浩的心（讓我來吧，當律師的專屬擁抱椅） 준호의 마음(내가 되어 줄게요, 변호사님을 위한 포옹의자) |                 | 盧英心          |         | 盧英心         | 2:20 |
| 16.  | 爸爸的心（不過花費很久） 아빠의 마음(그런데 되게 오래 걸려)                                      |                 | 盧英心          |         | 盧英心         | 1:51 |
| 17.  | 普通的律師 보통 변호사                                                                           |                 | 盧英心          |         | 盧英心         | 3:35 |
| 18.  | 春日暖陽 봄날의 햇살                                                                             |                 | 盧英心          | 金正培  | 盧英心         | 2:02 |
| 19.  | 朴樹 팽나무                                                                                      |                 | 盧英心          | 盧英心  | 盧英心         | 2:21 |
| 20.  | From鯨豚 From 고래                                                                               |                 | 盧英心          | 金正培  | 盧英心         | 2:32 |
| 21.  | 鯨豚相框 고래액자                                                                                |                 | 盧英心          | 金正培  | 盧英心         | 2:05 |
| 22.  | 是說鯨豚嗎 고래는 말이죠                                                                         |                 | 盧英心          | 金正培  | 盧英心         | 2:31 |

| CD 2 | CD 2                           | CD 2            | CD 2      | CD 2       | CD 2 |
| 曲序 | 曲目                           | 作曲            | 编曲      | 演唱／演奏 | 时长 |
| ---- | ------------------------------ | --------------- | --------- | ---------- | ---- |
| 1.   | 勇氣（Inst.）                  | 盧英心          | 金正培    |            | 4:22 |
| 2.   | 想像（Inst.）                  | 盧英心          | 金正培    |            | 3:05 |
| 3.   | Better Than Birthday（Inst.）  | 盧英心 O3ohn    | JNKYRD    |            | 3:46 |
| 4.   | 傾心的話（Inst.）              | 盧英心 Wonstein | 金正培    |            | 3:01 |
| 5.   | 實在不容易（Inst.）            | 盧英心          | 羅河恩    |            | 3:51 |
| 6.   | 濟州島的藍夜（Inst.）          | 崔聖園          | 安信愛    |            | 3:41 |
| 7.   | 未解的問題 풀리지않는 문제     | KOOW            | KOOW      | KOOW       | 1:59 |
| 8.   | 鯨豚測驗 고래퀴즈              | 柳宗鉉          | 柳宗鉉    | 柳宗鉉     | 1:49 |
| 9.   | 我們是汪洋團隊 우리는 한바다즈 | 丹尼爾·李       | 丹尼爾·李 | 丹尼爾·李  | 1:33 |
| 10.  | 英禑注視濬浩 영우바라기 준호   | 趙南旭          | 趙南旭    | 趙南旭     | 2:13 |
| 11.  | Lovely W.Y.W                   | 趙炳賢          | 趙炳賢    | 趙炳賢     | 1:41 |
| 12.  | 有證據嗎！ 증거 있습니까!      | KOOW            | KOOW      | KOOW       | 1:54 |
| 13.  | 上場的禹英禑 피치올리는 우영우 | 柳宗鉉          | 柳宗鉉    | 柳宗鉉     | 1:56 |
| 14.  | 春日的愛情 봄날의 사랑은       | 趙南旭          | 趙南旭    | 趙南旭     | 2:42 |
| 15.  | 權謀詭計權敏宇 권모술수 권민우 | 丹尼爾·李       | 丹尼爾·李 | 丹尼爾·李  | 2:40 |
| 16.  | 一二三禹英禑 하나 둘 셋 우영우 | 趙炳賢          | 趙炳賢    | 趙炳賢     | 2:37 |

## 發行與宣傳
2021年7月，據傳SBS為最有可能排播《非常律師禹英禑》的電視台，但因選角延宕而未果。製作公司A Story於8月預告該劇將瞄準全球OTT平台，並在10月25日正式與Netflix簽署合約，出售該劇的海外版權。A Story和KT Studio Genie於12月簽署國內事業權合約，敲定由KT公司旗下的SKY播映；但隨著KT公司重組，SKY更名為ENA，該劇正式確定作為ENA原創劇集首播。該劇的韓國國內播映權為KT所有，Netflix擁有中國大陸以外的海外播映權，A Story則握有該劇的IP權利。
2022年5月18日，釋出首支預告，以動畫展現禹英禑別樣的視角。5月27日，公開首張預告海報，朴恩斌所扮演的禹英禑，帶著閃亮眼神與充滿好奇心的面孔，周圍環繞著角色最喜歡的鯨豚和飯捲。6月2日，公開主海報，揭示禹英禑即將朝著新世界邁出腳步，展開愉快的挑戰，並正式定檔在6月29日晚間9點於ENA首播，Netflix屆時也會共同上線。6月10日，發布第2支預告，描述禹英禑受到親朋好友的提醒，禁止在職場上提及許多無關工作的事，只有姜泰伍所飾演的李濬浩對她表示興趣；同時，也公布KT公司旗下的OTT平台Seezn將一同聯播。6月15日，公開兩張特別海報，其一是呈現律師團隊威風凜凜地向前邁進的團隊海報；另一張則是禹英禑小心翼翼地站在書架後方，預告她初入職場的單人海報。
2022年6月22日，發布主預告，內容揭示禹英禑即將遭遇的困境與偏見，但也受到周遭人物的支持與援助。隔日，公開禹英禑、李濬浩（姜泰伍飾演）、鄭明錫（姜基榮飾演）、董格拉米（朱玄英飾演）、崔秀妍（河潤景飾演）和權敏宇（朱鐘赫飾演）等六名角色的個人海報。同日，該劇元宇宙開張，其中包含禹英禑的房間、禹英禑飯捲店、汪洋律師事務所、泰山律師事務所與法庭，以及劇照、海報和預告片等宣傳內容。
KT協同旗下的四名Y藝術家展開插畫合作項目，由鄭多恩、柳寶拉與Céz作家共同在聖水洞咖啡街的建物上繪製壁畫，從2022年6月25日展示至7月24日，鄭5作家則負責設計電視劇週邊商品等。該劇的每集片尾畫面與原聲帶封面，也採用了四名藝術家的插畫。
2022年6月29日，於首爾廣津區的樂天影院建大路口館舉行製作發表會，由劉仁植導演、朴恩斌、姜泰伍及姜基榮等人出席。8月3日，宣布18日於首爾龍山區的CGV影院舉辦終映活動，由A Story和ENA個別選出200名及100名觀眾，和朴恩斌、姜泰伍、姜基榮、河潤景、朱鐘赫、朱玄英以及劉仁植與文智媛一同觀賞結局。